# جهانی‌گرایی اخلاقی
جهانی‌گرایی اخلاقی یا جهان‌گستری اخلاق دیدگاهی فرااخلاقی است که در آن ارزش‌های اخلاقی یا سامانه اخلاقی می‌تواند همه مردم را فارغ از فرهنگ، دین، جهت‌گیری جنسی، نژاد و ملیت در تمام زمان‌ها شامل شود. این گونه اخلاق برای تمام انسان‌ها کاربرد دارد و از این نظر ورای فرهنگ یا مزاج شخصی است. جهانی‌گرایی اخلاقی مخالف پوچ‌گرایی اخلاقی و نسبی‌گرایی اخلاقی است.